# Cabra del Camp
Cabra del Camp ist eine katalanische Gemeinde in der Provinz Tarragona im Nordosten Spaniens. Sie liegt in der Comarca Alt Camp.

## Sehenswürdigkeiten
- In Mas del Plata steht eine zehn Meter hohe Statue von Mazinger Z, die am Ende der 1970er Jahre gebaut wurde.
- Kirche Santa Maria aus dem 18. Jahrhundert

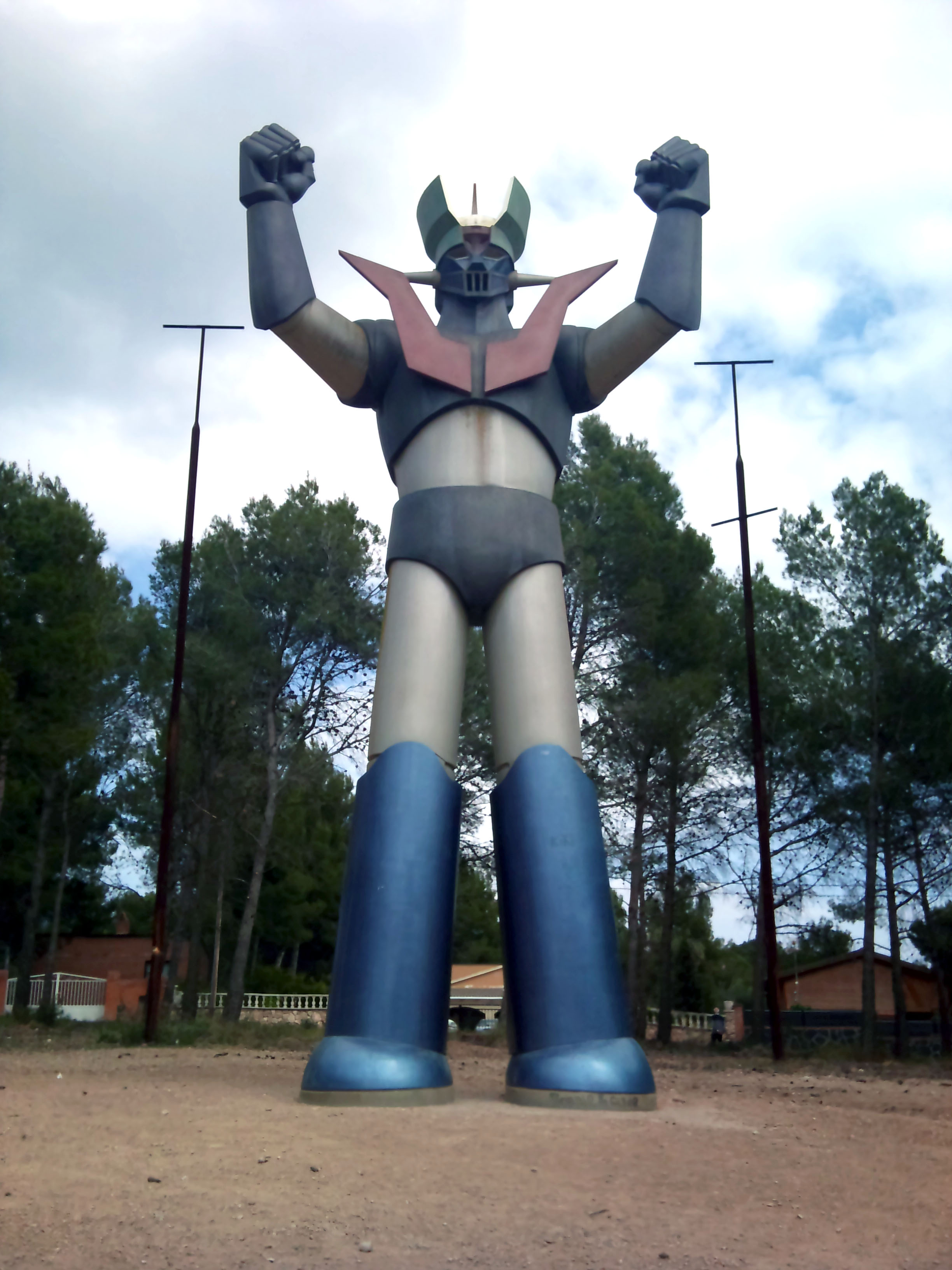
Mazinger Z in Mas del Plata